# Hexathele huttoni
Hexathele huttoni är en spindelart som beskrevs av Henry Roughton Hogg 1908. Hexathele huttoni ingår i släktet Hexathele och familjen Hexathelidae. Inga underarter finns listade i Catalogue of Life.